# Barend van der Meer

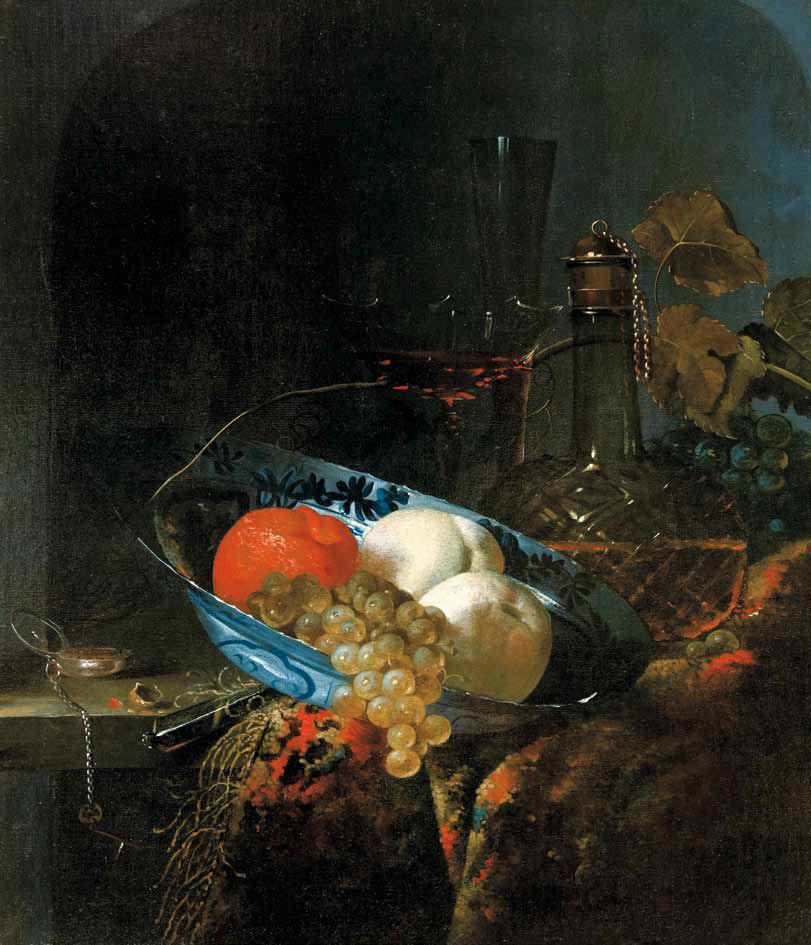
Bodegón con vaso chino, firmado «BVDemeer / 16[85]», óleo sobre lienzo, 62,3 x 53,4 cm, Madrid, colección privada.

Barend van der Meer (Haarlem, 1659 – c. 1692/1703) fue un pintor barroco neerlandés especializado en bodegones.

## Biografía
Hijo de Jan Vermeer van Haarlem, pintor de paisajes, fue bautizado en Haarlem el 20 de marzo de 1659. Como su hermano Jan van der Meer II fue probablemente aprendiz de su padre, pero a diferencia de ellos Barend se inclinó a la pintura de bodegón.
En 1681 se inscribió en el gremio de San Lucas de Haarlem, donde permaneció hasta 1683, año en que contrajo matrimonio y se mudó a Ámsterdam. Aquí residió al menos hasta 1690, cuando se le pierde la pista, sabiéndose únicamente que había muerto ya en 1703.
Influido por Willem Kalf, los bodegones de Van der Meer reúnen un relativamente limitado y ordenado número de piezas de fruta con sus ramos y algún objeto de buen gusto y elevado precio, como copas ceremoniales y piezas de porcelana sobre una mesa cubierta por ricos tapices orientales. 